# Nekrolog 1699
Nekrolog
◄◄
| ◄
| 1695
| 1696
| 1697
| 1698
| 1699 | 1700 | 1701 | 1702 | 1703 | ► | ►►
Weitere Ereignisse | Allgemeiner Nekrolog 1699
Die Beschreibung der verstorbenen Person sollte so kurz wie möglich gehalten sein und nur deren signifikante Tätigkeit(en) enthalten.
Neue Namen ggf. auch unter dem Geburts- und Sterbedatum, also etwa unter 1. Januar und im Geburts- und Sterbejahr (2024) eintragen (nur bei entsprechender großer Wichtigkeit). Für Beispiele siehe die schon vorhandenen Artikel.
Außerdem über die fünf zuletzt Verstorbenen, zu denen es einen ausreichend guten Artikel für eine Präsentation auf der Hauptseite gibt, nach der todesbedingten Überarbeitung der Artikel ggf. auch unter Wikipedia Diskussion:Hauptseite informieren und sie am besten auch in den anderen Wikipedia-Sprachversionen eintragen. Tipp: Regelmäßig bei news.google.de nach „ist tot“, „gestorben“ oder „verstorben“ suchen.
Wenn eine Person gestorben ist, gibt es viele Seiten zu dieser Person in der Wikipedia, die davon auch betroffen sind und entsprechend aktualisiert werden müssen. Beispiele: Namenübersichtsseite, Geburtsjahr, Geburtsort-Seiten und viele mehr.
Wie finde ich die betroffenen Seiten?
Im Suchfeld auf der linken Seite gibt man den Suchbegriff so ein: „Vorname Nachname“. Dann klickt man auf Volltext und alle Seiten mit entsprechendem Suchtext werden aufgerufen. Hier sieht man dann schnell, wo auch das Todesjahr Sinn macht oder sogar ein Teil des Artikels angepasst werden muss. Auch hilft das „Werkzeug“ auf der linken Seite sehr gut, um solche Seiten aufzufinden: „Links auf diese Seite“. Somit ist die Wikipedia wieder aktuell in allen Bereichen! Hinweis: bei Eintragung der Kategorie „Gestorben JAHR“ wird der Missbrauchsfilter 49 ausgelöst, was jedoch nicht schlimm ist. Siehe: Spezial:Missbrauchsfilter/49
Dies ist eine Liste von im Jahr 1699 verstorbenen bekannten Persönlichkeiten. Die Einträge erfolgen innerhalb der einzelnen Daten alphabetisch sortiert. Tiere sind im Nekrolog für Tiere zu finden.

## Januar
| Tag        | Name                       | Beruf, bekannt als                                                                           | Alter | Beleg |
| ---------- | -------------------------- | -------------------------------------------------------------------------------------------- | ----- | ----- |
| 03. Januar | Mattia Preti               | italienischer Freskenmaler des Barocks und Ordensritter der Malteser                         | 85    |       |
| 06. Januar | Samuel Andreae             | deutscher reformierter Theologe                                                              |       |       |
| 12. Januar | Levin Schardius            | Jurist und Bürgermeister von Berlin                                                          | 60    |       |
| 13. Januar | Adam Levin von Knuth       | mecklenburgischer Adeliger, dänischer Geheimrat, Oberkammerjunker und Amtmann von Kopenhagen | 50    |       |
| 14. Januar | Federico Caccia            | italienischer Kardinal, Erzbischof von Mailand                                               | 63    |       |
| 23. Januar | Kinoshita Jun’an           | japanischer Philosoph                                                                        | 77    |       |
| 26. Januar | Miquel Pontich i Izern     | katalanischer Franziskaner und Bischof von Girona                                            | 66    |       |
| 27. Januar | Ludolf Walter von Brabeck  | Domherr in Münster                                                                           |       |       |
| 27. Januar | William Temple, 1. Baronet | englischer Staatsmann, Schriftsteller und Diplomat                                           | 70    |       |

## Februar
| Tag         | Name                                           | Beruf, bekannt als                                                            | Alter | Beleg |
| ----------- | ---------------------------------------------- | ----------------------------------------------------------------------------- | ----- | ----- |
| 01. Februar | Charlotte Johanna von Waldeck-Wildungen        | deutsche Adlige                                                               | 34    |       |
| 02. Februar | Benjamin Potzerne                              | deutscher Hochschullehrer, Professor für Logik und Metaphysik                 | 33    |       |
| 06. Februar | Joseph Ferdinand von Bayern                    | Kurprinz von Bayern; Prinz von Asturien; designierter Thronfolger von Spanien | 6     |       |
| 16. Februar | Jean-Baptiste Monnoyer                         | französischer Blumen- und Stilllebenmaler                                     |       |       |
| 19. Februar | Gottfried Ferdinand von Buckisch und Löwenfels | deutscher Rechtswissenschaftler und Historiker                                |       |       |
| 27. Februar | Franz Ulrich Kinsky                            | böhmisch-österreichischer Diplomat und Staatsmann                             |       |       |

## März
| Tag      | Name                            | Beruf, bekannt als                               | Alter | Beleg |
| -------- | ------------------------------- | ------------------------------------------------ | ----- | ----- |
| 03. März | Theodor Grusenberg              | deutscher Altphilologe und lutherischer Theologe | 47    |       |
| 08. März | Samuel Seyfried                 | kurfürstlich-sächsischer Amtmann                 |       |       |
| 08. März | Johann David Welcker            | deutscher Maler                                  | 67    |       |
| 12. März | François Le Fort                | erster russischer Admiral                        | 43    |       |
| 16. März | Georg Lehmann                   | deutscher lutherischer Theologe                  | 82    |       |
| 21. März | Johann Friedrich Hertzog        | deutscher Jurist und Dichter                     | 51    |       |
| 21. März | Erhard Weigel                   | deutscher Mathematiker und Philosoph             | 73    |       |
| 22. März | Peder Schumacher Griffenfeld    | dänischer Staatsmann                             | 63    |       |
| 22. März | Christian Ernst von Reichenbach | deutscher Staatsmann und Hochschullehrer         | 54    |       |
| 23. März | Johann Benedict Carpzov II.     | deutscher lutherischer Ethnologe und Philologe   | 59    |       |
| 23. März | Martin Knorre                   | deutscher Mathematiker                           | 41    |       |
| 29. März | Christian Cochius               | deutscher Theologe, Hof- und Domprediger         | 67    |       |

## April
| Tag       | Name                              | Beruf, bekannt als                                                     | Alter | Beleg |
| --------- | --------------------------------- | ---------------------------------------------------------------------- | ----- | ----- |
| 01. April | Georg Hannäus                     | deutsch-dänischer Mediziner und Philosoph                              | 52    |       |
| 03. April | Georg Götze                       | deutscher lutherischer Theologe                                        | 65    |       |
| 06. April | Louis de Mailly                   | französischer Militär                                                  |       |       |
| 06. April | Vincent Placcius                  | deutscher Jurist, Bibliothekar, Pädagoge, Philosoph und Schriftsteller | 57    |       |
| 09. April | Joachim Balthasar von Dewitz      | brandenburgisch-preußischer General                                    | 63    |       |
| 11. April | Friedrich Christian Bressand      | deutscher Dichter und Opernlibrettist                                  |       |       |
| 18. April | Christian Cassius                 | deutscher Beamter                                                      |       |       |
| 19. April | Bernhard Waibel                   | deutscher Benediktinerpater                                            | 82    |       |
| 21. April | Jean Racine                       | Autor der französischen Klassik                                        | 59    |       |
| 22. April | Hans Aßmann Freiherr von Abschatz | deutscher Barocklyriker und Übersetzer                                 | 53    |       |
| 22. April | Carlo Maria Maggi                 | italienischer Dichter                                                  | 68    |       |
| 25. April | Johann Elemann Röver              | deutscher evangelischer Geistlicher und Lehrer                         | 48    |       |
| 29. April | Samuel Apostool                   | Arzt und mennonitischer Prediger                                       | 60    |       |
| 30. April | Georg Radow                       | deutscher Rechtswissenschaftler und Syndicus der Hansestadt Lübeck     | 64    |       |

## Mai
| Tag     | Name                                | Beruf, bekannt als                                                                        | Alter | Beleg |
| ------- | ----------------------------------- | ----------------------------------------------------------------------------------------- | ----- | ----- |
| 02. Mai | Wilhelm von Fürstenberg             | Gesandter, päpstlicher Geheimkämmerer, Dompropst und -dechant                             | 75    |       |
| 02. Mai | Christian Sigismund Wolf            | deutscher evangelisch-lutherischer Geistlicher                                            | 66    |       |
| 05. Mai | Bussy Mansel                        | walisischer Militär und Politiker                                                         | 75    |       |
| 09. Mai | Louis Picques                       | französischer katholischer Priester, promovierter Theologe, Orientalist und Bibliothekar  |       |       |
| 12. Mai | Lucas Achtschellinck                | belgischer Landschaftsmaler                                                               | 73    |       |
| 12. Mai | Johann Reineri                      | Abgeordneter und Stadtschultheiß                                                          | 62    |       |
| 16. Mai | Christine Charlotte von Württemberg | Prinzessin von Württemberg, durch Heirat Fürstin von Ostfriesland                         | 53    |       |
| 17. Mai | Caspar Leyser                       | Hofgerichts und Consistorialadvokat, Ratsherr und regierender Bürgermeister in Wittenberg |       |       |
| 18. Mai | Johann Salomon Hattenbach           | deutscher Arzt und radikaler Pietist                                                      | 48    |       |
| 20. Mai | Friedrich Benedict Carpzov          | deutscher Jurist, Ratsherr und Baumeister                                                 | 50    |       |
| 22. Mai | Johann Georg Conradi                | deutscher Komponist und Organist                                                          |       |       |
| 23. Mai | Nikol List                          | Räuberhauptmann                                                                           | 42    |       |
| 23. Mai | Scheikh Yusuf                       | indonesischer Freiheitskämpfer auf Süd-Sulawesi und Südafrika                             | 72    |       |
| 26. Mai | Norbert Heermann                    | Augustiner-Chorherr, Propst des Stiftes Wittinau/Třeboň und Historiograph                 | 69    |       |
| 26. Mai | Francesco Maria Sauli               | 134. Doge der Republik Genua                                                              |       |       |
| 30. Mai | Samuel Schultze                     | deutscher lutherischer Theologe                                                           | 63    |       |

## Juni
| Tag      | Name                               | Beruf, bekannt als                                                 | Alter | Beleg |
| -------- | ---------------------------------- | ------------------------------------------------------------------ | ----- | ----- |
| 01. Juni | Georg II.                          | Herzog von Württemberg-Mömpelgard                                  | 72    |       |
| 01. Juni | Jean Rousseau                      | französischer Gambist und Musiktheoretiker                         | 54    |       |
| 02. Juni | Heinrich Friedrich                 | Graf zu Hohenlohe-Langenburg                                       | 73    |       |
| 05. Juni | Antoine Pagi                       | französischer katholischer Kirchenhistoriker                       | 75    |       |
| 05. Juni | Hinrich Sädeler                    | deutscher Goldschmied                                              | ≈73   |       |
| 09. Juni | Philipp Christoph Cob von Nüdingen | luxemburgischer Offizier                                           |       |       |
| 17. Juni | Heinrich Avemann                   | Doktor beider Rechte, Vizekanzler und Geheimer Rat in Ostfriesland | 62    |       |
| 18. Juni | Popham Seymour-Conway              | anglo-irischer Landadliger und Politiker                           |       |       |
| 20. Juni | Ananias Clotten                    | deutscher Kapuziner, Novizenmeister und Schriftsteller             |       |       |
| 22. Juni | Josiah Child                       | englischer Kaufmann, Ökonom und Merkantilist                       |       |       |
| 30. Juni | Johann Heinrich Schröder           | deutscher evangelischer Pfarrer und Kirchenlieddichter             | 32    |       |

## Juli
| Tag      | Name                       | Beruf, bekannt als                                                     | Alter | Beleg |
| -------- | -------------------------- | ---------------------------------------------------------------------- | ----- | ----- |
| 01. Juli | Johann Hörmann             | deutscher Jesuit und Kunstschreiner                                    | 47    |       |
| 01. Juli | Tokugawa Tsunanari         | Daimyo von Owari                                                       | 46    |       |
| 03. Juli | Christoph Carl von Boxberg | sächsischer Bergrat und Berghauptmann                                  | 70    |       |
| 03. Juli | Charles II. de Rohan       | französischer Aristokrat                                               |       |       |
| 03. Juli | Johann Just Winckelmann    | deutscher Schriftsteller                                               | 78    |       |
| 11. Juli | Caspar Aman                | Hofkontrollor in Wien                                                  | 83    |       |
| 12. Juli | Kawamura Zuiken            | japanischer Unternehmer, Mariner und Techniker                         | 81    |       |
| 13. Juli | Heinrich Julius von Blume  | deutscher Theologe, Archivar und Staatsmann                            | 74    |       |
| 18. Juli | Andreas Troyer             | Abt des Zisterzienserklosters Plasy, Tschechien                        | 50    |       |
| 19. Juli | Giovanni Dolfin            | italienischer Kardinal, Dramatiker, Dichter und Patriarch von Aquileia | 82    |       |
| 24. Juli | Axel Wachtmeister          | schwedischer Feldmarschall                                             | 56    |       |
| 25. Juli | Hulderich von Eyben        | deutscher Jurist                                                       | 69    |       |
| 31. Juli | Pietro Durazzo             | italienischer Politiker und der 102. Doge der Republik Genua           | ≈67   |       |

## August
| Tag        | Name                                | Beruf, bekannt als                                                                     | Alter | Beleg |
| ---------- | ----------------------------------- | -------------------------------------------------------------------------------------- | ----- | ----- |
| 03. August | Pedro Roldán                        | spanischer Bildhauer                                                                   | 75    |       |
| 04. August | Marie Sophie von der Pfalz          | Pfalzgräfin von der Pfalz, durch Heirat Königin von Portugal                           | 32    |       |
| 06. August | Albrecht                            | Herzog von Sachsen-Coburg                                                              | 51    |       |
| 07. August | Antoine Legrand                     | Mönch und Missionar; Philosoph und Theologe                                            |       |       |
| 11. August | Friedrich Rudolph Ludwig von Canitz | deutscher Diplomat und Schriftsteller                                                  | 44    |       |
| 13. August | Marco d’Aviano                      | Kapuziner, Prediger, Seliger                                                           | 67    |       |
| 13. August | Jeremias Chauvet                    | kursächsischer Generalfeldmarschall                                                    |       |       |
| 19. August | José Saenz d’Aguirre                | spanischer Benediktiner, Theologe, Abt, Kardinal                                       | 69    |       |
| 20. August | Georg Heinrich Häberlin             | deutscher lutherischer Theologe                                                        | 54    |       |
| 20. August | Jan Małachowski                     | polnischer Geistlicher                                                                 |       |       |
| 25. August | Christian V.                        | König von Dänemark und Norwegen                                                        | 53    |       |
| 26. August | Christoph Fischer                   | deutscher lutherischer Theologe und Generalsuperintendent der Generaldiözese Göttingen |       |       |
| 28. August | Johann Heinrich Rumpel              | deutscher Dichter und Pfarrer                                                          | 49    |       |

## September
| Tag           | Name                      | Beruf, bekannt als                                                        | Alter | Beleg |
| ------------- | ------------------------- | ------------------------------------------------------------------------- | ----- | ----- |
| 04. September | Reichardt Fux             | österreichischer Steinmetzmeister des Barock, Richter in Kaisersteinbruch |       |       |
| 05. September | Hans Henric Cahman        | schwedischer Orgelbauer deutscher Familienherkunft                        |       |       |
| 06. September | Shikano Buzaemon          | japanischer Erzählmeister                                                 |       |       |
| 07. September | Samuel Jenner             | bernischer Magistrat                                                      |       |       |
| 08. September | Gottfried Wilhelm Sacer   | deutscher Dichter, Satiriker und Poetiker                                 | 64    |       |
| 17. September | August                    | Herzog von Schleswig-Holstein-Plön                                        | 64    |       |
| 21. September | Giuseppe Sardi            | Schweizer Architekt der späten Barock                                     | 75    |       |
| 26. September | Simon Arnauld de Pomponne | französischer Diplomat und Außenminister                                  | 80    |       |
| 30. September | Johann Leusden            | calvinistischer Theologe und Hebraist                                     | 75    |       |

## Oktober
| Tag         | Name                          | Beruf, bekannt als                          | Alter | Beleg |
| ----------- | ----------------------------- | ------------------------------------------- | ----- | ----- |
| 03. Oktober | Nikolaus Alard                | deutscher lutherischer Theologe             | 54    |       |
| 14. Oktober | Claude Bourdelin              | französischer Chemiker                      |       |       |
| 18. Oktober | Andreas Christian Bernstein   | deutscher Kirchenlieddichter                | 27    |       |
| 20. Oktober | Friedrich Funcke              | deutscher Geistlicher, Kantor und Komponist |       |       |
| 21. Oktober | Franz Ottokar von Starhemberg | kaiserlicher Diplomat                       | 37    |       |
| 24. Oktober | Johann Adolf von Frentz       | Domherr in Münster und Hildesheim           |       |       |
| 30. Oktober | Franz Philipp Florinus        | evangelischer Theologe und Autor            |       |       |

## November
| Tag          | Name                                          | Beruf, bekannt als                                  | Alter | Beleg |
| ------------ | --------------------------------------------- | --------------------------------------------------- | ----- | ----- |
| 05. November | Thomas Danforth                               | englischer Politiker und Magistrat in Massachusetts |       |       |
| 10. November | Anthony Ashley Cooper, 2. Earl of Shaftesbury | englischer Peer und Politiker                       | 47    |       |
| 17. November | Elisabeth Wilhelmina von Büren                | Äbtissin im Stift Nottuln                           |       |       |
| 18. November | Pierre Pomet                                  | französischer Drogerist                             | 41    |       |
| 27. November | Wilhelm Karges                                | norddeutscher Organist und Komponist                |       |       |
| 27. November | Damian Stachowicz                             | polnischer Komponist                                |       |       |
| 29. November | Patrick Gordon                                | schottischer General in russischen Diensten         | 64    |       |

## Dezember
| Tag          | Name                       | Beruf, bekannt als                                         | Alter | Beleg |
| ------------ | -------------------------- | ---------------------------------------------------------- | ----- | ----- |
| 07. Dezember | Sigmund von Erlach         | Schweizer General                                          | 85    |       |
| 09. Dezember | Johann Christian Olearius  | deutscher lutherischer Theologe                            | 53    |       |
| 13. Dezember | Louis du Bois              | französischer Militär, Grand Bailli von Touraine           |       |       |
| 15. Dezember | Friedrich Ferdinand Illmer | österreichischer Arzt und kaiserlicher Leibmedicus in Wien |       |       |
| 17. Dezember | Johann Franz Desideratus   | Fürst zu Nassau-Siegen                                     | 72    |       |
| 22. Dezember | Michelangelo Mattei        | italienischer katholischer Patriarch und Adliger           | 71    |       |
| 30. Dezember | Pierre Robert              | französischer Komponist des Barock                         |       |       |
| 31. Dezember | Andreas Armsdorff          | deutscher Komponist und Organist                           | 29    |       |

## Datum unbekannt
| Mary Beale                       | englische Porträtmalerin                                                          |     |
| Samuel Blesendorf                | deutscher Miniaturporträtist, Zeichner, Kupferstecher, Emailmaler und Goldschmied |     |
| Petrus Ferreux                   | römisch-katholischer Geistlicher                                                  |     |
| Martin Gunetzrhainer             | Münchner Stadtmaurermeister.                                                      | ≈70 |
| Anne Halkett                     | englische Schriftstellerin                                                        |     |
| Franciscus Mercurius van Helmont | flämischer Alchemist und Schriftsteller                                           |     |
| Quirin von Hohnstedt             | kurbrandenburger Generalmajor                                                     |     |
| Johann Abraham Ihle              | deutscher Astronom                                                                |     |
| al-ʿIsāmī                        | muslimischer Geschichtsschreiber, Gelehrter und Dichter                           | ≈60 |
| Rigdzin Künsang Sherab           | 1. Thronhalter des Pelyül-Kloster                                                 |     |
| Hortensia Mancini                | Herzogin von Mazarin                                                              | 53  |
| Johann Heinrich Reinbold         | fürstlicher Vermögensverwalter                                                    | ≈51 |
| Christian Seth                   | deutscher Jurist                                                                  |     |
| Anton Daniel Sonnemann           | deutscher Rechtswissenschaftler                                                   |     |
| Antonio Domenico Triva           | italienischer Maler                                                               |     |
| Tüsiyetü Khan Cachundordsch      | Khan der Khalka-Mongolen                                                          |     |
| Jean Charles de Watteville       | spanischer Botschafter im Vereinigten Königreich                                  |     |